# 吉田亜咲
吉田 亜咲（よしだ あさき、1986年6月1日 - ）は、日本の元グラビアアイドルである。血液型はB型。現役時代の身長は167cm、3サイズはB87・W60・H88。ニックネームはあっきー（アッキー）、あき。

## 人物・経歴
趣味は、お菓子作り。
特徴は体が柔らかいこと。
地元でスカウトされ、将来のスター候補として2003年、ファイブスターガールの一員に選ばれ本格的に活動を開始。
グラドル時代は女子高生ながら、DVDを12本も出した。

## 出演
- 水着少女（テレビ東京）

## 作品

### DVD
- blossom（2003年、ベガファクトリー）
- Pure Smile（2003年、竹書房）
- recipe（2003年、ポニーキャニオン）
- guri-guri（2004年、竹書房）
- プルルンたまご（2004年、ぶんか社）
- Shy Girl（2004年、ラインコミュニケーションズ）
- tribute（2004年、アクアハウス）
- START!（2005年、ラインコミュニケーションズ）
- Rinascita（2005年、イーネット・フロンティア）
- D-Splash!（2005年、キングレコード）
- Special DVD-BOX（2006年、ラインコミュニケーションズ）
- 吉田亜咲（2006年、ビーエムドットスリー）

### 写真集
- 吉田亜咲です。よろしくおねがいします。（2003年1月、彩文館出版、撮影：内藤啓介）ISBN 978-4775600016
- beauty free（2003年8月、竹書房、撮影：河野英喜）ISBN 978-4812412633
- Pink（2004年4月17日、竹書房、撮影：木村晴）ISBN 978-4812416280
- Asaki style（2004年9月、アクアハウス、撮影：真継敏明）ISBN 978-4860460860

### デジタル写真集
- 吉田亜咲デジタル写真集（2003年、デジタルアドベンチャー）
- 午後の亜咲（2007年、ぶんか社）
- blossom（2007年、ベガファクトリー）
- START!（2007年、ラインコミュニケーションズ）